# Кущик Віктор Вікторович
іВі́ктор Ві́кторович Ку́щик (1993—2024) — головний сержант Збройних сил України, учасник російсько-української війни. Повний кавалер ордена «За мужність».

## Життєпис
Народився 11 січня 1993 в місті Нетішин Хмельницької області.
Після закінчення 1-ої нетішинської школи навчався в Севастопольському суднобудівельному училищі, проходив строкову службу в лавах НГУ. У 2014 році став на захист Батьківщини.
Після повномасштабного вторгнення, доросліший та досвідченіший, він знову повернувся до лав ЗСУ та продовжив обороняти країну. Був нагороджений орденами «За мужність» ІІ і ІІІ ступенів, відзнакою Президента України та бригадною відзнакою «Срібний Едельвейс».

## Нагороди
3 червня 2022 указом президента нагороджений орденом «За мужність» ІІ ступеня
16 липня 2024 указом президента нагороджений орденом «За мужність» I ступеня.

## Загибель
Залишилися батьки, дружина Олександра та донька Діана. Похований на Пагорбі Слави в Ужгороді